# Grupa Trojanki
Grupa Trojanki – gang seryjnych morderców działający na terenie Augustowa i w okolicach w latach 1967–1972. Jej członkowie, Jan Dąbrowski i Jan Wołyniec, zostali skazani na karę śmierci i powieszeni za zamordowanie co najmniej dziewięciu mężczyzn i usiłowanie dalszych dziewięciu zabójstw.

## Zbrodnia

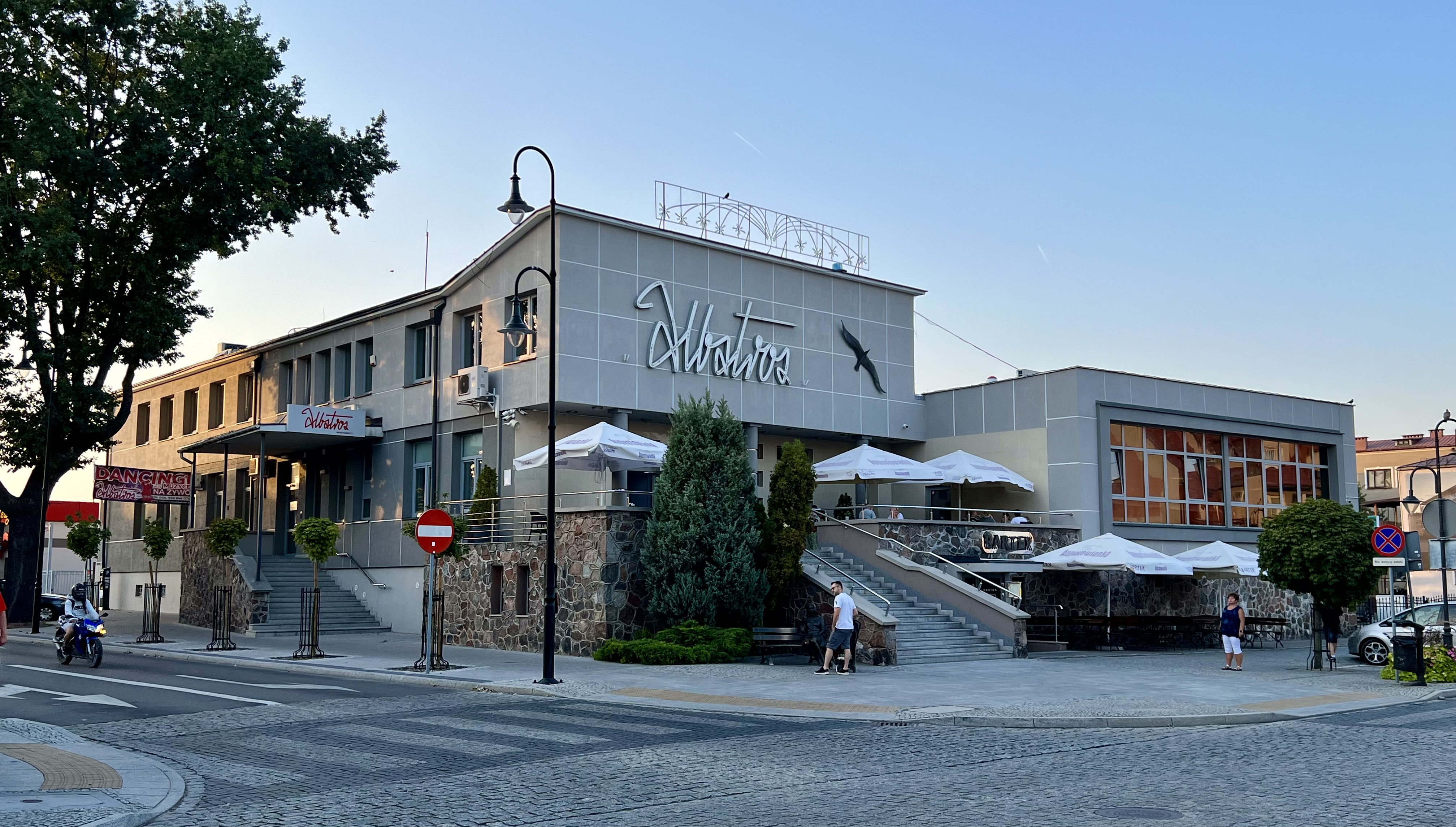
Restauracja Albatros uwieczniona przez Janusza Laskowskiego w piosence Siedem dziewcząt z Albatrosa

Pod koniec lat 60. i na początku lat 70. w Augustowie i okolicach znajdowano ciała martwych mężczyzn, w większości były to ciała wyławiane z rzeki Netty, jezior i kanałów. Przypadki te były traktowane jako nieszczęśliwe wypadki, sekcje zwłok ujawniały wyraźne ślady utonięć, a u denatów wykrywano duże stężenie alkoholu. Na ciałach nie było wyraźnych oznak pobicia, zwłaszcza że przeważnie były w stanie rozkładu. Przy ofiarach znajdowano również niewielkie kwoty pieniędzy czy zegarek, trudno było podejrzewać zabójstwa na tle rabunkowym. Nazwisk ofiar przybywało, a jedyną wspólną rzeczą, jaka ich łączyła, było to, że po raz ostatni widziano ich opuszczających na chwiejnych nogach miejscowy bar III kategorii lub restaurację „Albatros”. Na początku 1971 r. w nowo budowanym domu w centrum Augustowa znaleziono zwłoki ok. 60-letniego Jana Sadowskiego, pobitego na śmierć m.in. za pomocą cegieł. Niewątpliwie został zamordowany, a podejrzany o tę zbrodnię mężczyzna o nazwisku Korzun przesiedział 9 miesięcy w areszcie. Podobno jako ostatni widział się z Sadowskim i wyszedł z nim z lokalu, a zeznania pochodziły od dobrze znanej milicji 4-osobowej grupy stałych bywalców barów, dwóch kobiet i dwóch mężczyzn, określanych na milicji jako tzw. grupa Trojanki od nazwiska jednej z kobiet. Gdy sprawa ucichła pojawiły się następne ofiary. Niejakiego Stankiewicza znaleziono z rozbitą głową obok restauracji "Albatros", kogoś innego wyłowiono z rzeki Netty po trzech miesiącach od zaginięcia, a ktoś inny zaginął, opuszczając nocą bar.

## „Grupa Trojanki”
Makabryczny proceder zapewne trwałby dalej, gdyby nie zeznania w sprawie Jana Sadowskiego nieletniej kuzynki Wiesławy Trojan, na stałe mieszkającej w domu dziecka w Suwałkach, a przebywającej od pewnego czasu w Augustowie. Jej zeznania doprowadziły do zatrzymania obu kobiet. Podczas 2-tygodniowych przesłuchań i nacisków 5 grudnia 1973 r. kobiety ostatecznie oskarżyły Jana Dąbrowskiego o popełnioną zbrodnię. Pod koniec 1973 r. nastąpiły aresztowania członków grupy: 33-letniego Jana Dąbrowskiego (mózgu całej grupy, byłego żołnierza zawodowego marynarki wojennej, zdegradowanego i wyrzuconego z wojska po procesie sądowym za sadyzm i znęcanie się nad młodszymi żołnierzami), 25-letniego Jana Wołyńca (wyjątkowo brutalnego członka grupy, człowieka z tzw. marginesu społecznego), 24-letniej Wiesławy Trojan (siostrzenicy Jana Dąbrowskiego, ur. 10 sierpnia 1949 r. w Augustowie, córki Jerzego i Ireny zd. Dąbrowskiej, w 1968 r. w wieku 18 lat pomogła swojemu wujowi w pierwszym zabójstwie grzybiarza dokonanym w lesie w pobliżu Augustowa) oraz 23-letniej Alicji Maciejewskiej-Czajewskiej (przyjaciółki Wiesławy Trojan). W późniejszym śledztwie aresztowano kilku innych drobnych przestępców luźno powiązanych z grupą, m.in. Jerzego Benickiego (kolejny człowiek tzw. marginesu społecznego, oskarżony o pomoc w rabunkach i co najmniej jednym morderstwie). Przez prawie cztery lata z każdym przesłuchaniem wychodziły na jaw tajemnice niewyjaśnionych zgonów. Grupa mordowała z góry upatrzone ofiary, często realizując sprawdzony scenariusz: młode kobiety wabiły w ustronne miejsca propozycjami seksualnymi i wspólnym piciem alkoholu pijanych klientów (przeważnie upatrzonych w augustowskim barze WSS-u lub restauracji „Albatros”), a tam czekali już Dąbrowski i Wołyniec. Ofiary były bite, często cegłą, pozostawiane na ulicach miasta lub w większości przypadków wrzucane do rzeki, jezior lub kanałów Augustowa. Pijane i pobite nie miały żadnych szans na przeżycie, tym bardziej, że kilku denatów grupa wrzuciła zimą prosto w przerębel. Cynizm i bezwzględność przywódcy grupy objawiały się m.in. tym, że kazał pozostawiać część pieniędzy w kieszeniach ofiar, zegarek lub element biżuterii, aby nie zachodziło podejrzenie o napad rabunkowy.

## Kara
Po długim wielowątkowym i trudnym śledztwie prokuratura w Białymstoku 5 sierpnia 1977 r. postawiła grupie przestępczej ostateczny zarzut zabójstwa 9 osób i usiłowania dalszych 9 zabójstw. Zdecydowano nie stawiać zarzutów w sprawach wątpliwych (tajemniczych zgonów na terenie Augustowa i w okolicach w okresie działalności grupy było znacznie więcej), pozostano przy dziewięciu dobrze udokumentowanych morderstwach i dziewięciu usiłowaniach zabójstw. Sąd wojewódzki w Suwałkach wyrokiem 8 czerwca 1978 r. skazał: Jana Dąbrowskiego na karę śmierci, Jana Wołyńca na karę śmierci, Wiesławę Trojan na karę 25 lat pozbawienia wolności (wówczas najwyższa kara terminowego więzienia, Wiesława Trojan zagrożona była wyrokiem kary śmierci, ale za nieocenioną pomoc w śledztwie karę złagodzono), Alicję Maciejewską-Czajewską na karę 15 lat pozbawienia wolności. Jerzemu Julianowi Benickiemu na poczet kary zaliczono okres przebywania w areszcie śledczym. Sąd Najwyższy 13 listopada 1978 r. utrzymał wyroki w mocy. W stosunku do skazanych na karę śmierci Rada Państwa w piśmie z 14 września 1979 r. nie skorzystała z prawa łaski. W drugiej połowie września 1979 r. w Mokotowskim więzieniu przy ulicy Rakowieckiej 37 w Warszawie wyroki wykonano. Dalszy los skazanych kobiet jest nieznany; w 2010 roku zmarła Wiesława Trojan.

## Ofiary
| L.p. | Ofiara                  | Wiek | Data morderstwa  |
| ---- | ----------------------- | ---- | ---------------- |
| 1.   | Aleksander Fortuniewicz | 66   | 25 kwietnia 1967 |
| 2.   | Bronisława Fortuniewicz | 64   | 25 kwietnia 1967 |
| 3.   | Wenancjusz Stankiewicz  | 36   | 5 marca 1970     |
| 4.   | Franciszek Kalinko      | 56   | 19 grudnia 1970  |
| 5.   | Ryszard Zawistowski     | 38   | 13 stycznia 1971 |
| 6.   | Jan Sadowski            | B.d  | 9 kwietnia 1971  |
| 7.   | Stefan Turowski         | 29   | 29 maja 1971     |
| 8.   | Leszek Pretko           | 23   | 16 września 1972 |
| 9.   | Wiktor S.               | B.d  | 23 grudnia 1972  |

## Książka
W 2024 r. Andrzej Gawliński wydał książkę dotyczącą zbrodni dokonanych przez sprawców: Banda z Augustowa. Grupa Trojanki - mordercy i złodzieje.